# 1980 год в кино

## Фильмы

### Мировое кино
- «Ад каннибалов»/Cannibal Holocaust, Италия, (реж. Руджеро Деодато)
- «Ад каннибалов 2: Съеденные заживо»/Mangati vivi, Италия, (реж. Умберто Ленци)
- «Американский жиголо»/American Gigolo, США, (реж. Пол Шредер)
- «Атлантик-Сити»/Atlantic City, США—Франция, (реж. Луи Маль)
- «Аэроплан!»/Airplane!, США, (реж. Джим Абрахамс и Дэвид Цукер)
- «Белая богиня каннибалов»/Mondo Cannibale, Франция—Испания—ФРГ, (реж. Хесус Франко)
- «Бешеный бык»/Raging Bull, США, (реж. Мартин Скорсезе)
- «Бритва»/Dressed to Kill, США, (реж. Брайан Де Пальма)
- «Бродячие ангелы»/Gypsy Angels, США, (реж. Алан Смити)
- «Бум»/La Boum, Франция, (реж. Клод Пиното)
- «Вавилон»/Babylon, Великобритания, (реж. Франко Россо)
- «Восход Люцифера»/Lucifer Rising, США, (реж. Кеннет Энгер)
- «Германия, бледная мать»/Deutschland, bleiche Mutter, ФРГ, (реж. Хельма Сандерс-Брамс)
- «Глория»/Gloria, США, (реж. Джон Кассаветис)
- «Голубая лагуна»/The Blue Lagoon, США, (реж. Рэндл Клайзер)
- «Город женщин»/La Citta delle Donne, Италия (реж. Федерико Феллини)
- «Город живых мертвецов»/City Of The Living Dead / Gates Of Hell, Италия, (реж. Лучо Фульчи)
- «Город зомби»/Incubo sulla città contaminata, Италия—Испания—Мексика, (реж. Умберто Ленци)
- «Звёздные войны. Эпизод V. Империя наносит ответный удар»/The Empire Strikes Back, США, (реж. Ирвин Кершнер)
- «Звонки»/Bells, Канада, (реж. Майкл Андерсон)
- «Из жизни марионеток»/Aus Dem Leben Der Marionetten, ФРГ—Швеция, (реж. Ингмар Бергман)
- «Инферно»/Inferno, Италия, (реж. Дарио Ардженто)
- «Лили Марлен»/Lili Marleen, ФРГ, (реж. Райнер Вернер Фасбиндер)
- «Лучше скажи, что ты хочешь»/Just Tell Me What You Want, США, (реж. Сидни Люмет)
- «Макабро»/Macabro, Италия, (реж. Ламберто Бава)
- «Обыкновенные люди»/Ordinary People, США, (реж. Роберт Редфорд)
- «Остров Тани»/Tanya’s Island, Канада, (реж. Альфред Соул)
- «Отпуск без конца»/Permanent Vacation, США, (реж. Джим Джармуш)
- «Пепи, Люси, Бом и остальные девушки»/Pepi, Luci, Bom y otras chicas del montón, Испания, (реж. Педро Альмодовар)
- «Подержанные машины»/Used Cars, США, (реж. Роберт Земекис)
- «Полуночное безумие»/Midnight Madness, США, (реж. Майкл Нанкин и Дэвид Уэктер)
- «Попай»/Popeye, США, (реж. Роберт Олтмен)
- «Последнее метро»/Le Dernier Métro, Франция, (реж. Франсуа Трюффо)
- «Прямой репортаж о смерти»/La Mort en direct, Великобритания—Франция—ФРГ, (реж. Бертран Тавернье)
- «Пятница, 13-е»/Friday the 13th, США, (реж. Шон Каннингем)
- «С девяти до пяти»/Nine to Five, США, (реж. Колин Хиггинс)
- «Следующий фильм Чича и Чонга»/Cheech and Chong's Next Movies, США, (реж. Томми Чонг)
- «Сияние»/The Shining, США, (реж. Стэнли Кубрик)
- «Скачущие издалека»/The Long Riders, США, (реж. Уолтер Хилл)
- «Скупой»/L' Avare, Франция, (реж. )
- «Слава»/Fame, США, (реж. Алан Паркер)
- «Супермен 2»/Superman 2, США, (реж. Ричард Лестер)
- «Тень воина»/影武者, Япония, (реж. Акира Куросава)
- «Туман»/The Fog, США, (реж. Джон Карпентер)
- «Укол зонтиком»/Le Coup Du Parapluie, Франция, (реж. Жерар Ури)
- «Укрощение строптивого»/Il Bisbetico Domato, Италия, (реж. Кастеллано и Пиполо)
- «Фантоцци против всех»/Fantozzi contro tutti, Италия, (реж. Нери Паренти и Паоло Вилладжо)
- «Флэш Гордон»/Flash Gordon, Великобритания—США, (реж. Майк Ходжес)
- «Формула»/The Formula, США, (реж. Джон Эвилдсен)
- «Человек-слон»/The Elephant Man, США, (реж. Дэвид Линч)
- «Я и Катерина»/Io e Caterina, Италия—Франция, (реж. Альберто Сорди)

#### Документальное кино
- «Голливуд»/Hollywood, Великобритания (реж. Кевин Браунлоу и Дэвид Гилл)

### Советское кино

#### Фильмы Азербайджанской ССР
- Обыкновенная слава (реж. Алакбар Кязимовски).

##### Фильмы БССР
- «Государственная граница. Мирное лето 21-го года», (реж. Борис Степанов)
- «Государственная граница. Мы наш, мы новый…», (реж. Борис Степанов)

##### Фильмы Грузинской ССР
- Девушка со швейной машинкой (р/п. Михаил Чиаурели и Георгий Шенгелая).
- Дом на Лесной (р/п. Нико Санишвили).
- Имеретинские эскизы (р/п. Нана Мчедлидзе).
- Цель (р/п. Генрих Ходжава).
- Шальная пуля (р/п. Георгий Калатозишвили и Гизо Габескирия).

##### Фильмы Латвийской ССР
- Долгая дорога в дюнах (р/п. Алоиз Бренч).

##### Фильмы РСФСР
- «Адам женится на Еве», (реж. Виктор Титов)
- «Благочестивая Марта», (реж. Ян Фрид)
- «Вам и не снилось...», (реж. Илья Фрэз)
- «Взвейтесь соколы, орлами!», (реж. Николай Розанцев)
- «Всадник на золотом коне», (реж. Василий Журавлёв)
- «Два долгих гудка в тумане», (реж. Валерий Родченко)
- «Дульсинея Тобосская», (реж. Светлана Дружинина)
- «Дым Отечества», (реж. Ярополк Лапшин)
- «Из жизни отдыхающих», (реж. Николай Губенко)
- «Ключ», (реж. Алексей Коренев)
- «Ларец Марии Медичи», (реж. Рудольф Фрунтов)
- «Лес», (реж. Владимир Мотыль)
- «Личной безопасности не гарантирую…», (реж. Анатолий Вехотко)
- «Мнимый больной», (реж. Леонид Нечаев)
- «Мой папа - идеалист», (реж. Владимир Владимирович Бортко)
- «Не стреляйте в белых лебедей», (реж. Родион Нахапетов)
- «Незваный друг», (реж. Леонид Марягин)
- «Никудышная», (реж. Динара Асанова)
- «Ночное происшествие», (реж. Вениамин Дорман)
- «О бедном гусаре замолвите слово», (реж. Эльдар Рязанов)
- «Однажды двадцать лет спустя», (реж. Юрий Егоров)
- «Охота на лис», (реж. Вадим Абдрашитов)
- «Петровка, 38», (реж. Борис Григорьев)
- «Приключения Шерлока Холмса и доктора Ватсона», (реж. Игорь Масленников)
- «Рафферти», (реж. Семён Аранович)
- «Сергей Иванович уходит на пенсию», (реж. Соломон Шустер)
- «Сицилианская защита», (реж. Игорь Усов)
- «Старый Новый год», (реж. Наум Ардашников и Олег Ефремов)
- «Тростинка на ветру», (реж. Виктор Аристов)
- «Хлеб, золото, наган», (реж. Самвел Гаспаров)
- «Эскадрон гусар летучих», (реж. Станислав Ростоцкий)
- «Через тернии к звёздам» (реж. Ричард Викторов)

##### Фильмы совместных производителей

###### Фильмы двух стран
- В начале славных дел (р/п. Сергей Герасимов).
- За спичками (р/п. Леонид Гайдай и Ристо Орко).
- Жизнь прекрасна (р/п. Григорий Чухрай).
- Юность Петра (р/п. Сергей Герасимов).

##### Фильмы Узбекской ССР
- Ленинградцы, дети мои (р/п. Дамир Салимов).

##### Фильмы Украинской ССР
- «Берём всё на себя», (реж. Евгений Шерстобитов)
- Мерседес уходит от погони (р/п. Юрий Ляшенко).

#### Документальное кино
- Лариса (р/п. Элем Климов).

## Лидеры проката
- «Пираты XX века», (режиссёр Борис Дуров) — 1 место, 87 600 000 зрителей
- «Москва слезам не верит» — 2 место, по 84 400 000 зрителей на серию
- «Экипаж» — 3 место, по 71 100 000 зрителей на серию
- «Дачная поездка сержанта Цыбули» — 53 000 000 зрителей
- «За спичками», (режиссёр Леонид Гайдай) — 11 место, 34 300 000. зрителей

## Персоналии

### Родились
- 12 февраля — Кристина Риччи, американская актриса
- 26 апреля — Джордана Брюстер, американская актриса
- 22 мая — Андрей Чадов, советский актёр
- 5 июля — Ева Грин, французская актриса
- 26 августа — Маколей Калкин, американский актёр
- 12 ноября — Райан Гослинг, американский актёр, номинант на премию «Оскар»
- 19 декабря — Джейк Джилленхол, американский актёр, лауреат премии BAFTA

### Скончались
- 24 февраля — Михаэль Чесно-Хелль, немецкий сценарист.
- 9 марта — Ольга Чехова, советская и немецкая актриса.
- 18 марта — Григор Вачков, болгарский актёр театра, кино и телевидения.
- 29 апреля — сэр Альфред Хичкок, британский режиссёр, продюсер, сценарист.
- 24 июля — Питер Селлерс, британский актёр, исполнитель роли инспектора Клузо во франшизе «Розовая пантера».
- 25 июля — Владимир Высоцкий, советский актёр театра и кино, поэт, певец.
- 28 июля — Тамаш Реньи, венгерский кинорежиссёр и сценарист.
- 4 сентября — Эраст Гарин, советский актёр, режиссёр, сценарист, лауреат Сталинской премии, Народный артист СССР.
- 30 сентября — Анатолий Кторов, советский актёр театра и кино, Народный артист СССР.
- 3 ноября — Любовь Добржа́нская, советская актриса театра и кино, Народная артистка СССР.
- 7 ноября — Стив Маккуин, американский актёр, автогонщик и мотогонщик.
- 22 ноября — Мэй Уэст, американская актриса, драматург, сценарист.
- 14 декабря — Иштван Хомоки-Надь, венгерский кинорежиссёр, кинооператор и сценарист.